# Подводный ядерный взрыв

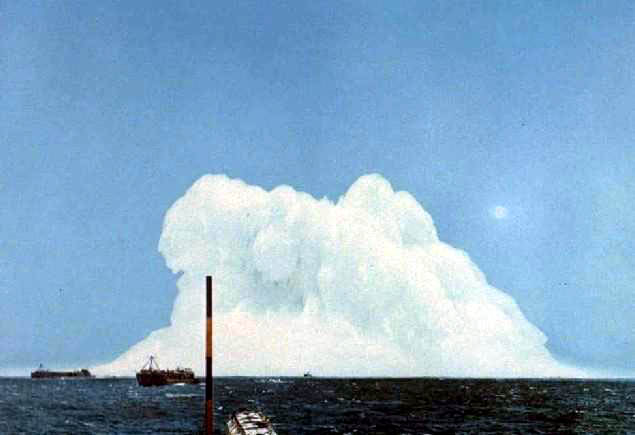
Выход парового пузыря через 10–15 сек после взрыва Вигвам 30 кт на глубине 610 м.

Подводный ядерный взрыв — ядерный взрыв в воде на некоторой глубине. Такие взрывы могут применяться для поражения подводных и надводных целей, гидротехнических сооружений и других объектов.

## Классификация
Приведённая высота (глубина) заряда в метрах на тонны тротилового эквивалента в кубическом корне (в скобках пример для взрыва мощностью 1 мегатонна) (C. 146 и др.),  (С. 26):
1. На малой глубине: менее 0,3 м/т1/3 — вода испаряется до поверхности и столб воды (взрывной султан) не образуется, 90 % радиоактивных загрязнений уходит с облаком, 10 % остаётся в воде (менее 30 м)
2. C образованием взрывного султана и облака султана: 0,25–2,2 м/т1/3 (25–220 м)
3. Глубоководный: глубже 2,5 м/т1/3 — когда образующийся пузырь выходит на поверхность с образованием султана, но без облака, 90 % радиоактивных продуктов остаётся в воде в районе взрыва и не более 10 % выходит с брызгами базисной волны (глубже 250 м).

Возможен также переходный случай между подводным и наземным ядерным взрывом, при котором образуется подводная донная воронка и происходит выброс воды и грунта:
- при подводном придонном взрыве[лит 3] (С. 308), причём если взрыв в неглубоком водоёме и на расстоянии от дна до 0,1–0,2 м/т1/3 (до 10–20 м), то грунт из подводной воронки попадает в облако взрыва и служит источником заражения.

## Особенности проявления подводного взрыва
При подводном взрыве тепловая волна уходит от заряда не далее нескольких метров (до 0,032 м/т1/3 или 3,2 м для 1 Мт) (С. 747). На этом расстоянии образуется подводная ударная волна. Первоначально фронт ударной волны одновременно является и границей пузыря, но через несколько метров расширения она перестаёт испарять воду и от пузыря отрывается.
Световое излучение при подводном взрыве не имеет никакого значения и может быть даже не замечено — вода хорошо поглощает свет и тепло.

### Подводная ударная волна
Подводная ударная волна является очень эффективным поражающим фактором для военных плавсредств (корабли и особенно подводные лодки), поскольку водная среда почти без потерь проводит колебания и ударная волна сохраняет разрушительную энергию на больших расстояниях. Радиус разрушений прочных надводных кораблей у низкого воздушного и неглубокого подводного взрыва примерно одинаков, но подводные лодки в погружённом состоянии уязвимы только подводному взрыву. Выход ударной волны на поверхность сопровождается несколькими явлениями.

Взрыв Dominic Swordfish.
Купол и «гладь».
Ядерный подводный взрыв Dominic Swordfish.
«Белая вспышка» вокруг купола.

Dominic Swordfish — поверхность воды до взрыва.
Dominic Swordfish — выход ударной волны и брызги.
Купол брызг высотой до 270 м при взрыве Hardtack Wahoo

В районе эпицентра, из-за отражения волны от границы вода-воздух, разогнавшийся отражённой волной поверхностный слой толщиной до нескольких десятков см отрывается с явлением кавитации и образует купол из брызг.
Дальше района эпицентра ударная волна проявляет себя в виде тёмного круга на поверхности, называемого «слик» (slick) или «гладь» — явление разглаживания мелких волн и ряби ударной волной. После прохода ударной волны в подводной толще можно видеть ещё одно проявление кавитации из-за растяжения воды и появления множества пузырьков в виде светлого кольцеобразного облака и отдельных кратковременных всполохов вокруг, называемое «белая вспышка» и «треск»; явление сродни появлению купола в эпицентре, но здесь вода не подбрасывается, а сдвигается в стороны.

### Пузырь

Схема всплытия парогазового пузыря взрыва 30 кт на глубине 610 м (Операция «Wigwam»)^{(С. 44–57)}

Оставшийся под водой парогазовый пузырь продолжает расширение, в зависимости от глубины судьба его может быть различной.
Если глубина взрыва велика (сотни метров), а мощность относительно мала (десятки килотонн), то пузырь не успевает расшириться до поверхности и начинает схлопывание. Сжатие объясняется тем, что последняя стадия расширения идёт не от внутреннего давления, а по инерции и давление внутри пузыря становится меньше давления окружающей воды. Сжатие снизу идёт быстрее из-за более высокого там давления: внутрь пузыря устремляется сходящийся конусом поток воды (кумулятивный эффект). Поток налетает на верхнюю стенку, образует внутри пузыря водяной столб и сферический пузырь обращается во вращающееся кольцо (наподобие торообразного облака воздушного взрыва). В сжатом состоянии пузырь имеет небольшое лобовое сопротивление и быстро всплывает.
Последняя стадия сжатия также происходит по инерции и давление в пузыре становится намного больше окружающего: кольцеобразный пузырь сжимается до предела и скачком начинает обратное расширение. Скачок между сжатием и расширением настолько короток, что напоминает второй взрыв и вызывает повторный гидравлический удар. Парогазовое кольцо из-за обтекания водой приобретает почкообразную форму, при максимальном расширении всплытие почти прекращается. Таких колебаний в бесконечной идеальной несжимаемой жидкости могло бы быть бесконечно много, но в реальности наблюдается около десяти, а чаще всего, если размер пузыря не намного меньше глубины, не более 3–4 пульсаций. Во время сжатий вихреобразная парогазовая масса разбивается на отдельные пузыри.
При каждой пульсации пузырь теряет энергию, которая расходуется в основном на гидравлические удары. При первом расширении в пузыре остаётся 41 % (остальное уходит с ударной волной и тепловыми потерями), при втором 20 %, при третьем только 7 % энергии взрыва. Из всех гидравлических ударов главное значение имеет первая ударная волна, так как следующий удар имеет импульс давления в 5–6 раз слабее, третий в 15–18 раз меньше (С. 68, 157). Повторные удары могут наносить решающее разрушение только в том случае, если всплывающий пузырь во время скачка окажется рядом с целью (напр. подводной лодкой) (С. 155).
Явления при выходе пузыря на поверхность зависят от того, на какой стадии это происходит. Если маломощный взрыв был очень глубоко, то кольцеобразный вихрь окончательно распадается, скопление пузырьков всплывает долго, теряет по пути энергию и на поверхности появляется только гора пены. Однако при достаточно мощном взрыве (несколько килотонн и более) и не слишком большой глубине (до сотен метров) в воздух поверх купола выбрасывается весьма эффектное явление — взрывной султан, фонтан или водяной столб (последнее название не всегда применимо).

### Султан
Султан состоит из нескольких последовательных выбросов воды, которые выдувает выходящий на поверхность пузырь, причём первые центральные выбросы самые быстрые, а последующие окраинные всё более медленные из-за падения давления в пузыре.
Форма и размеры султана могут быть различными. Если пузырь выходит на поверхность во время первого, второго и т. д. максимального расширения, то султан получается размашистым и округлым, но от пульсации к пульсации он может быть только меньше. Если пузырь прорывается в момент сжатия и быстрого всплытия, то выстреливаемый большим давлением поток образует высокий и узкий столб. (С. 16, 315, 445)
Особый случай представляет выход пузыря во время первого ускоренного расширения, когда газы неглубокого взрыва ещё не остыли. Немедленно после взрыва появляется очень высокий и относительно узкий султан, похожий на кубок. Светящиеся газы прорываются сквозь него, создают достаточно мощную воздушную ударную волну и образуют капустообразное облако (облако султана).
В районе эпицентра быстро растущий султан может быть поражающим фактором и наносить кораблю разрушения, сравнимые с подводной ударной волной (С. 210); при неглубоком ядерном взрыве потоки воды и пара ломают и разносят судно на мелкие части.

Султан с облаком высотой 2–3 км: взрыв Бэйкер 23 кт на глубине 27 м (1 м/т1/3).
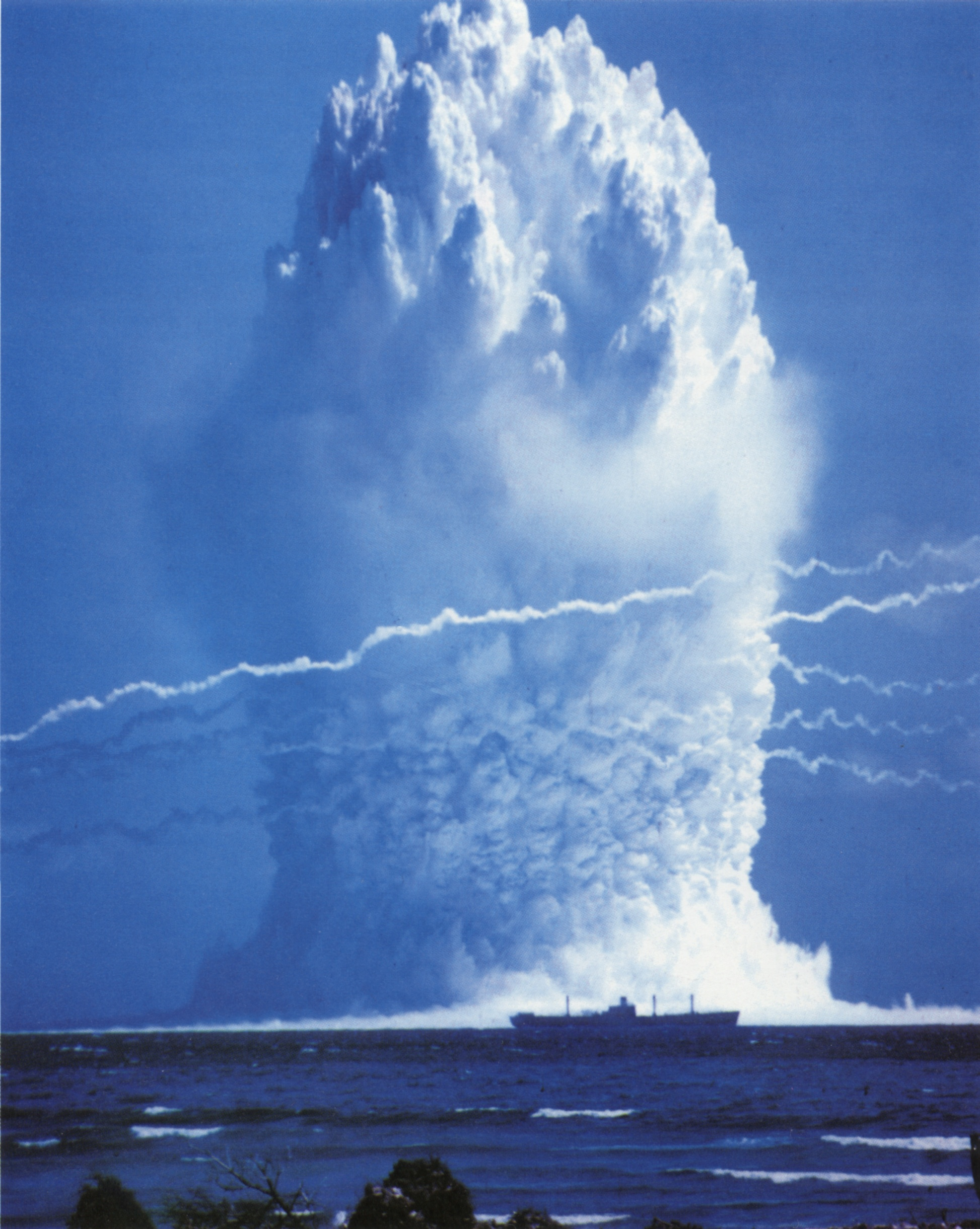
Фонтан первого расширения, но уже без облака: Операция Hardtack I 8 кт на глубине 46 м (2,3 м/т1/3).
Султан при максим. расширении пузыря Dominic Swordfish <20 кт на глубине 198 м (7,4 м/т1/3).
Идентичный султан высотой 520 м взрыва Hardtack Wahoo 9 кт на глубине 150 м (7,2 м/т1/3).
Узкий и высокий столб во время сжатия пузыря (обычный мощный взрыв).
Султан высотой 440 м взрыва Wigwam 30 кт на глубине 610 м после 3 пульсаций (19,6 м/т1/3).
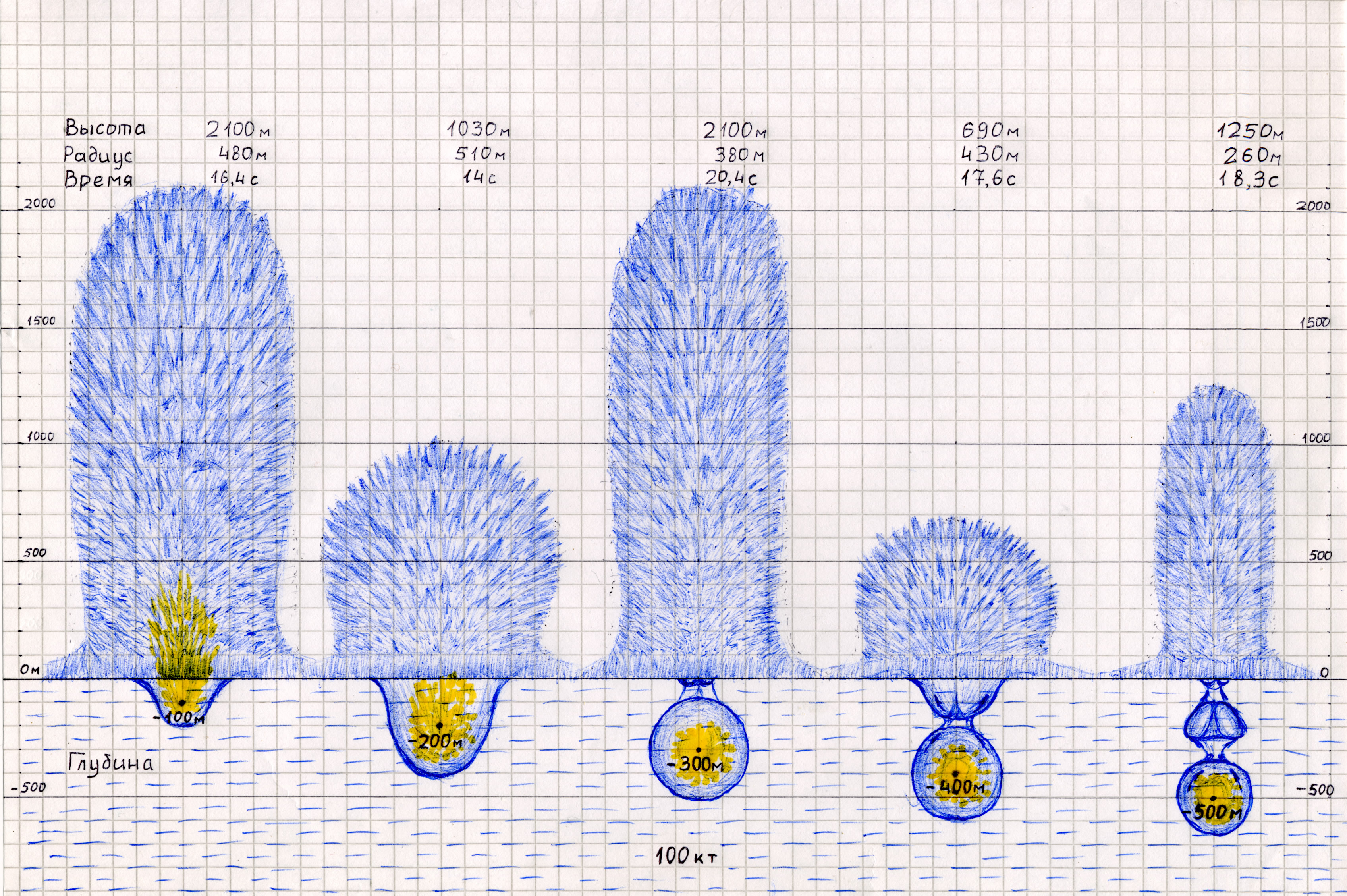
Султаны взрыва 100 кт на глубинах от 100 до 500 м (2,2, 4,3, 6,5, 8,6, 10,8 м/т1/3)[лит 1](С. 785).
Hardtack Umbrella — начало обрушения султана.

Обратное падение водяного столба вряд ли утопит оказавшийся рядом корабль, поскольку оно больше напоминает обильный душ или своеобразный мелкий ливень, чем монолитный водопад. Султан хоть и выглядит внушительно и массивно, его стенки состоят из летящей мелкокапельной взвеси (вроде водяной пыли из пульверизатора) и имеют среднюю плотность 60–80 кг/м³ (С. 783). Тем не менее эта капельная взвесь спускается очень быстро: со скоростью 10–25 м/с (С. 104) — гораздо быстрее падения отдельной мелкой капли. Это явление быстрого осаждения скопления аэрозольных частиц, когда плотное скопление падает вместе со вмещающим его воздухом как единое целое. По такому же принципу падает с горы сухая лавина, намного быстрее падения одной снежинки.
Значительная часть брызг не могут сразу вернуться в море, так как вмещающий их воздух отражается от поверхности и растекаются во все стороны: у самого основания султана из падающих брызг накапливается кольцо из капель и тумана, называемое базисной волной.

### Базисная волна

Crossroads Baker — гриб и базисная волна.
Hardtack Umbrella — базисная волна.
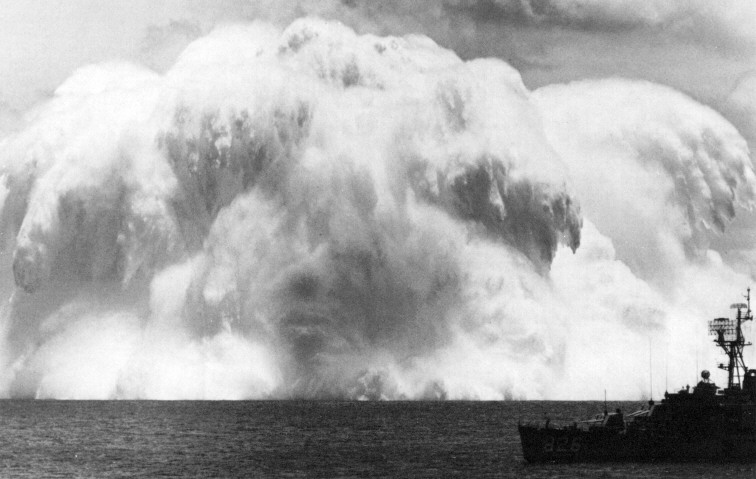
Dominic Swordfish.
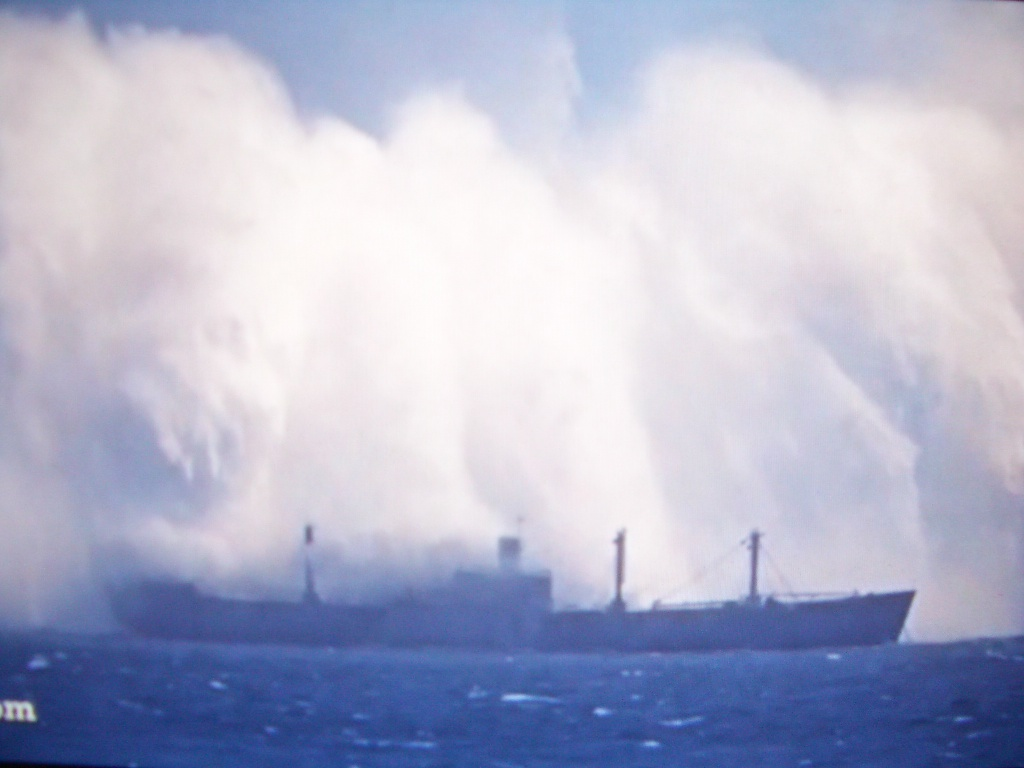
Hardtack Umbrella — базисная волна и корабль.

Туманно-капельная волна в форме лепёшки высотой до нескольких сотен метров обладает хорошей текучестью и от первоначального импульса движется достаточно быстро во все стороны от эпицентра. Через 2–3 минуты она отрывается от поверхности и становится облаком, поведение которого целиком определяется погодой и ветром, а через 5–10 минут, пройдя несколько километров, она практически исчезает.
Базисная волна есть продолжение султана и изначально представляет собой плотную турбулентную воздушно-капельную смесь. Прямая физическая опасность для человека в ней есть, но она не настолько велика, как может показаться в эффектных документальных фильмах испытаний: как во время мокрого ветра c бурунами, некоторое время будет трудно дышать и ориентироваться, может сбить с ног и сбросить с палубы. Но так как это ядерный взрыв, базисная волна может иметь изрядную радиоактивность.
Интенсивность излучения воздушно-капельного потока наиболее велика при неглубоких ядерных взрывах, когда в султан вбрасываются свежие продукты детонации и в базисной волне остаётся около 10 % осколков деления: до 0,3–1 Гр/с или до 30–100 рентген в секунду сразу после взрыва (С. 458) (С. 810). С увеличением глубины выход радиоактивности падает из-за вымывания остатков заряда из пузыря при его пульсациях, минимальным он будет при выбросе султана во время сжатия парогазового объёма. Радиационное воздействие базисной волны имеет две особенности:
- стремительный набор дозы в считанные минуты с приходом воздушно-капельного потока;
- быстрое падение излучения из-за разрежения взвеси, выпадения осадков и распада радионуклидов, в связи с чем от базисной волны необходимо защищаться только в течение первых минут после взрыва, например закрыться в герметичной каюте, пока не развеется облако[лит 6] (С. 247).

### Гравитационные волны
Расширение пузыря подводного взрыва вызывает волны поверхности воды, похожие на цунами. Для корабля они опасны только в непосредственной близости от эпицентра, где и без них достаточно факторов для затопления судна и гибели команды. А вот людям на побережье эти волны могут угрожать на таких расстояниях, где ударная волна вызвала бы только дребезжание стёкол (см. пример).

### Радиоактивное заражение
Проведение ядерных подводных взрывов на малой глубине (в ходе операции «Hardtack» на атолле Эниветок, испытания Wahoo и Umbrella, одной из задач испытаний была оценка радиоактивных загрязнений таких взрывов и оценка возможностей дезактивации кораблей после них) показало, что подводные ядерные взрывы, в сравнении с наземными, сопровождаются значительно меньшим надводным радиационным загрязнением - как по интенсивности, так и по площади - за счет поглощения радиоактивных частиц водой и быстрым выпадением дождей с выброшенным взрывом радиоактивным материалом. В ходе операции суда после испытания Wahoo были быстро дезактивированы и приняли участие в испытании Umbrella.
При глубоководных ядерных взрывах снижение выброса радионуклидов в атмосферу и, соответственно, радиоактивное загрязнение снижается еще существеннее: так, при взрыве ядерного устройства мощностью 30 Кт на глубине 610 метров (Операция «Wigwam», в пятистах милях к юго-западу от Сан-Диего, Калифорния), выброс радиоактивных веществ в атмосферу оказался в 100 раз меньше, чем при наземных или низковысотных ядерных взрывах такой же мощности. Кроме поглощения радиоактивных частиц водой снижению выброса радионуклидов способствует снижение наведенной взрывом радиоактивности: в отличие от наземных взрывов подавляющая часть нейтронного потока взрыва поглощается водой, при этом образуются стабильные нерадиоактивные изотопы водорода и кислорода - дейтерий и 17O.

## Примеры эффектов при подводном взрыве на различных расстояниях
Неглубокий подводный взрыв — один из самых эффектных видов ядерного взрыва, к тому же случайный наблюдатель может увидеть взрывные эффекты в непосредственной близости с расстояния в несколько километров, не потеряв при этом зрение и не сильно пострадав от ударной волны. Смертельно опасные «сюрпризы» придут к нему только через несколько минут в виде радиоактивного тумана с дождём и волн типа цунами.
Посмотрим на действие подводного взрыва 100 кт на глубине около 50 м. Он соответствует приведённой глубине 1 м/т1/3, для которой есть достаточно информации: взрыв Бэйкер 23 кт на глубине 27 м (Операция «Перекрёстки» в 1946 г., США) и испытание торпеды Т-5 в 1955 году 3,5 кт на глубине 12 м (полигон на Новой Земле, СССР). Подобным образом будут выглядеть взрывы 1 кт на глубине 10 м, 1 Мт на глубине 100 м, 100 Мт на глубине около 500 м и т. д., отличаясь размерами последствий.
| Действие подводного взрыва 100 килотонн на глубине ~50 м в водоёме глубиной ~100 м |                     |                      |                        |                         | |
| Время                                                                              | Рассто- яние в воде | Ударная волна в воде | Рассто- яние в воздухе | Ударная волна в воздухе | Примечания |
| 0 с                                                                                | 0 м                 |                      |                        |                         | Бомба падает в воду, погружается на глубину (торпеда выходит в заданную точку), взрыв, выход излучения. |
| 10−7−10−6 с                                                                        | 0 м                 | n⋅107МПа n⋅106 К     |                        |                         | Рентгеновское излучение формирует тепловую волну, испаряющую воду вокруг заряда; яркостная температура тепловой волны ~1000 К (С. 199), снаружи свечение похоже на свет через матовое стекло (С. 40) |
| 3⋅10-6 с                                                                           | 1,5 м               | ~107 МПа             |                        |                         | Появляется ударная волна в воде, при взрыве 100 кт на глубине 50 м до расстояния 190 м (С. 747, 761) она будет распространяться по законам взрыва в безграничной жидкости (С. 199, 200), (С. 35). |
| 0,0005с                                                                            | 12 м                | 17000МПа             |                        |                         | Радиус полного испарения воды ударной волной (С. 747) (С. 201). Тепловая волна угасает. |
|                                                                                    | 18 м                | 5500 МПа 1350 м/с    |                        |                         | Эффективный радиус испарения воды ударной волной (С. 200, 201). При переходе через критическую для воды температуру 272 °С (давление 7000 МПа) граница растущего пузыря искривляется (С. 256). |
|                                                                                    | до 28 м             |                      |                        |                         | Радиус частичного испарения воды ударной волной (С. 200). Ударная волна уходит от границ пузыря, на её образование тратится около 50 % энергии взрыва (С. 87), остальные 50 % несёт в себе расширяющийся пузырь. |
| 0,01 с                                                                             | 50 м                | 1000 МПа 450 м/с     |                        |                         | Подводная ударная волна достигает поверхности. Граница пузыря в 20 м от поверхности и от дна (С. 210). Пузырь не всплывает, а во все стороны расширяется со скоростью ~1 км/с (С. 257). |
|                                                                                    | 70 м                | 700 МПа 360 м/с      |                        |                         | Ударная волна бьёт изнутри по зеркалу воды: разогнавшийся отражённой волной поверхностный слой толщиной до 0,3 м в эпицентре отрывается и образует купол из брызг с начальной скоростью центра купола ~760 м/с, почти в 2 раза выше скорости воды в уд. волне (С. 65), у поверхности появляется преломлённая воздушная ударная волна (С. 41, 97) (С. 750, 782, 783), (С. 61). |
| 0,03 с                                                                             | 100 м               | 350 МПа 220 м/с      |                        |                         | Вслед за подводной ударной волной на поверхность выходит горб воды, выталкиваемой пузырём: купол переходит в так называемый взрывной султан, состоящий из последовательных кольцеобразных выбросов воды в виде струй и всё более мельчающих брызг. Тем временем снизу ударная волна отражается от дна и устремляется обратно к пузырю. |
|                                                                                    | 150 м               | 200 МПа 120 м/с      |                        |                         | Султан изначально движется со сверхзвуковой скоростью 300–500 м/с (С. 257) и своим толчком создаёт вторую воздушную ударную волну (С. 750, 783). Пузырь с подходом к поверхности выталкивает новые порции глубинных вод. Корабль в эпицентре под действием ударной волны и выброса воды разрушается на мелкие части и разбрасывается в радиусе несколько км. |
| ~0,1 с                                                                             | 200 м               | 150 МПа 100 м/с      |                        |                         | Горячие продукты взрыва прорываются через верхнюю часть султана в атмосферу, короткое время светясь и образуя облако. Поверхность воды начинает оказывать ослабляющее действие на подводную ударную волну (С. 761) и нужны данные для случая взрыва на приведённой глубине 1 м/т1/3 (С. 228, 230). |
|                                                                                    | 390 м               | 70 МПа 50 м/с        |                        |                         | Фронт водяной ударной волны на поверхности практически догнал фронт на глубине 50 м и далее с небольшой погрешностью его можно рассматривать как единый на всех глубинах в данном радиусе. Радиус разрушения бетонных арочных плотин и плотин из земли или камня в наброс при подводном взрыве 100 кт со стороны верхнего бьефа (С. 96). |
|                                                                                    | 500 м               | 40 МПа 26 м/с        |                        |                         | С выходом продуктов взрыва свечение их под водой и в облаке быстро исчезает. Прорыв продуктов активирует третью воздушную ударную волну (С. 748, 750). Все три ударные волны вначале движутся в нескольких десятках метров друг за другом, но затем первые две поглощаются самой сильной и быстрой третьей. |
|                                                                                    | 580 м               | 30 МПа 20 м/с        |                        |                         | Радиус разрушения бетонной гравитационной плотины при подводном взрыве 100 кт со стороны верхнего бьефа (С. 96). |
|                                                                                    |                     | 21 МПа 13 м/с        |                        |                         | Потопление всех типов кораблей (21–28 МПа) (С. 214). При отсутствии поверхности и дна пузырь мог бы за 15 сек вырасти до 740 м в диаметре (С. 780), но с прорывом наружу давление парогазовой смеси в нём быстро падает и рост пузыря замедляется, он переходит в U-образную воронку, движущуюся по дну; грунт со дна увлекается потоками воды и затем выбрасывается с брызгами султана в воздух.                                                                                                |
|                                                                                    | 830 м               | 17 МПа               |                        |                         | Из-за быстрого смещения корпуса корабля ударной волной двигатель получает тяжёлые повреждения (17,2 МПа) (С. 214). Для сравнения: при воздушном взрыве 100 кт в радиусе 900 м давление воздушной ударной волны менее 0,1 МПа (С. 278). |
| 0,5 с                                                                              | 950 м               | 14 МПа               | 400 м                  | 0,15 МПа                | Потопление подводных лодок и некоторых кораблей, все корабли неисправимо повреждены и обездвижены, двигатели их получают средние повреждения (от 14 МПа) (С. 214) (С. 156). |
|                                                                                    | 1200 м              | 10 МПа               |                        |                         | Энергия воздушной ударной волны при таком соотношении мощности и глубины взрыва (~1 м/т1/3) соответствует воздушному взрыву в 5 раз меньшей мощности (20 кт) (С. 157). |
|                                                                                    | 1500 м              | 7 МПа                |                        |                         | Бо́льшая часть кораблей не способна к перемещению, лёгкие повреждения двигателей (от 7 МПа) (С. 214). Обратите внимание на корабль на белом диске из пены, образованном воздушной ударной волной и см. конец первой части таблицы. |
|                                                                                    |                     |                      | 750 м                  | 0,07 МПа                | В это время после пробега подводной ударной волны и перед приходом воздушной ударной волны в воде можно увидеть «белую вспышку». Серьёзные повреждения или потопления кораблей воздушной ударной волной (0,07–0,082 МПа) (С. 181). Сильное разрушение портовых сооружений (0,07 МПа) (С. 157). |
|                                                                                    | 2250 м              | 3,5 МПа              |                        |                         | Султан принимает столбообразную форму. При высокой влажности атмосферы за фронтом воздушной ударной волны появляется шарообразное конденсационное облако Вильсона, скрывающее на несколько секунд султан. Корабли: повреждение лёгкого внутреннего оборудования (водн. 3,5 МПа) (С. 214). |
| 2 с                                                                                | 3500 м              | 1,5 МПа              | 1280 м                 | 0,04 МПа                | Султан достигает высоты свыше 1500 м, продолжая расширение (С. 95, 302, 304). Пузырь, перешедший в воронку, выбрасывает последние нижние брызги султана и выталкивает воду, борта воронки становятся огромной волной высотой около 100 м. Умеренные повреждения кораблей (возд. 0,04 МПа) (С. 214). |
| 3÷4 с                                                                              | 5 км                | 1 МПа                | 1,9 км                 | 0,028 МПа               | Первая волна одиночного длинного типа кольцом движется от эпицентра, воронка диаметром около полукилометра снизу заполняется водой. Конденсационное облако быстро расширяется. Мелкие повреждения палубных построек (возд. 0,028 МПа) (С. 214). Подводная ударная волна уже не разрушает технику, но может погубить пловцов и оглушить рыбу. |
|                                                                                    |                     |                      | 3,7 км                 | 0,014 МПа               | Значительные разрушения портовых сооружений, складов (0,014 МПа) (С. 157). В дальнейшем на первый план выходят поднятые в воздух радиоактивные брызги и волны поверхности воды. |
|                                                                                    |                     |                      | 5 км                   | 0,01 МПа                | Выросшее облако Вильсона перед исчезновением выглядит впечатляюще и чрезвычайно преувеличивает размеры гриба, но как поражающий фактор носит скорее психологический эффект. Если в радиусе 300–400 м на пути выхода последних брызг стоял большой и тяжёлый корабль, то султан будет иметь зияющий тёмный провал (см. рисунок). Корабль же с брызгами не взлетит, а только подбросится водой, затем провалится в воронку и затонет, разбитый ударными волнами и толчком о дно.                   |
| Время                                                                              | Радиус волны воды   | Высота волны воды    | Радиус базисной волны  | Виды и схемы            | Примечания |
| 10–12 с                                                                            |                     |                      |                        |                         | Султан достигает высоты ~3 км, диаметра 1 км с толщиной стенок 150 м и начинает обрушение. Воздушно-капельная масса султана не столько падает в море, сколько растекается в стороны, появляется базисная волна (не путать с волнами воды на поверхности). Радиоактивная туманная волна с примесью ила со дна моря начинает рост и расширение (С. 96). |
| 12 с                                                                               | 550 м               | 54 м                 | 800 м                  |                         | Наружные части султана в виде остроносых струйных скоплений брызг лавинообразно спускаются. Базисная волна ширится и движется со скоростью 220 км/ч (С. 96), вращаясь в противоположную сторону. Волна поверхности воды в это время не видна. Воронка заполнилась, но вода по инерции продолжает движение и в эпицентре растёт водяной холм. |
| 20 с                                                                               | 600–800 м           | 32 м                 | 1 км 1 Гр/с            |                         | Из верхнего облака массово выпадают крупные капли воды со скоростью 15 м/с. С уходом наружных брызг султан утоньшается до диаметра 610 м и теперь представляет собой одну туманную видимость, а базисная волна ещё больше наращивает объём, достигает высоты 300 м и движется всё больше по ветру со скоростью 165 км/ч (С. 97). Водяной холм в эпицентре опадает: появляется следующая кольцевая волна и впадина. Впадина заполняется и так далее, каждая новая волна имеет всё меньшую высоту. |
| 1 мин.                                                                             | 1,9 км              | 13 м                 | 2,5 км 0,05 Гр/с       |                         | Кольцо базисной волны высотой 400 м отделилось от столба и окончательно идёт по ветру со скоростью 80 км/ч. Радиоактивность базисной волны быстро падает из-за разрежения, выпадения осадков и распада радионуклидов (С. 98). |
| 2,5 мин.                                                                           | 3 км                | 5,5 м                | ~4 км 0,01 Гр/с        |                         | Базисная волна отрывается от поверхности воды и представляет собой низкое изливающее осадки облако высотой 600 м, движущееся со скоростью 33 км/ч. Радиоактивность базисной волны в 20 раз ниже уровня 1-й минуты. Облако султана сливается с остатками обесформившегося столба и также сбрасывает дождь (С. 98). Суммарная доза радиации в радиусе 4 км до 10 Гр (100 % смерть), 90 % дозы создаётся в первые полчаса (С. 246).                                                                 |
|                                                                                    | 4,8 км              | 4,1 м                |                        |                         | Максимальная высота волны от впадины до гребня при взрыве 100 кт на средней глубине в водоёме с одинаковой глубиной 120 м (С. 306). Облако султана развеивается ветром. |
| 5 мин                                                                              | 6,4 км              | 3 м                  | св. 5 км 0,001 Гр/с    |                         | (С. 306). Через 5 мин. облако базисной волны начинает рассеиваться (капельная взвесь высыхает), но продукты взрыва ещё некоторое время остаются в воздухе (С. 99) и невидимое радиоактивное облако может быть замечено только приборами, суммарная доза на расстояниях до 5–10 км 1–4 Гр (С. 246). |
|                                                                                    | 11 км               | 2 м                  |                        |                         | (С. 306). На образование волн ушло 0,3–0,4 % энергии взрыва, из них больше половины на первую волну (С. 102). |
|                                                                                    | 15 км               | 1,5 м                |                        |                         | (С. 306). |
|                                                                                    | 24 км               | 1 м                  |                        |                         | (С. 306). С выходом к берегу волна может увеличить высоту в несколько раз, например при глубине мелководья 2 м высота волны 3 м (С. 102). |
| 25 мин                                                                             | 50 км               | 0,5 м                |                        |                         | (С. 306). |
| Время                                                                              | Радиус волны        | Высота волны         | Радиус облака          | Виды и схемы            | Примечания |
| Примечания 1. 2. 3. 4. 5. 6. 7. 8. 9.                                              |                     |                      |                        |                         | |